# Conferencia Episcopal Escandinava
La Conferencia Episcopal Escandinava (en latín: Conferentia Episcopalis Scandiae, C.E.S.) es una institución administrativa y de carácter permanente de la iglesia católica, integrada por todos los obispos de los países nórdicos, es decir Dinamarca, Noruega, Suecia, Finlandia e Islandia, en forma colegial, en comunión con el romano pontífice y bajo su autoridad, para el ejercicio conjunto de algunas funciones pastorales del episcopado.
La CES es miembro del Consejo de Conferencias Episcopales de Europa.
En la actualidad, cuenta con 8 miembros que representan a las siete diócesis católicas en los países nórdicos. No es habitual que las conferencias episcopales que se organicen a través de varios países, pero esto refleja el hecho de que hay menos de un cuarto de millón de católicos en dichas naciones. 
La Conferencia declara como su misión:
- Promover el trabajo pastoral común en la región
- Permitir a los obispos consultar entre ellos
- Coordinar el trabajo de la Iglesia en las diócesis
- Tomar posibles decisiones comunes en a nivel regional
- Facilitar los contactos con la Iglesia Católica en Europa y en el mundo entero

El más importante órgano de decisión es la sesión plenaria. Este se reúne dos veces al año en diferentes lugares de las diócesis nórdicas y algunas veces fuera de Europa del norte. Además de eso está el Consejo Permanente, el cual también se reúne dos veces al año para planificar las sesiones plenarias y decidir sobre asuntos urgentes.

## Miembros
| Diócesis                           | Países y/o regiones               | Obispo                                  | Nacimiento   | Ord. presb. | Ord. epis. | Desde | Foto | Escudo |
| ---------------------------------- | --------------------------------- | --------------------------------------- | ------------ | ----------- | ---------- | ----- | ---- | ------ |
| Diócesis de Copenhague             | Dinamarca Islas Feroe Groenlandia | Czeslaw Kozon                           | 1951 73 años | 1979        | 1995       | 1995  |      |        |
| Diócesis de Estocolmo              | Suecia                            | Anders Arborelius, O.C.D.               | 1949 75 años | 1979        | 1998       | 1998  |      |        |
| Diócesis de Helsinki               | Finlandia                         | Raimo Goyarrola, Prelatura del Opus Dei | 1969 55 años | 2002        | 2023       | 2023  |      |        |
| Diócesis de Oslo                   | Noruega                           | Bernt Ivar Eidsvig, C.R.S.A.            | 1953 71 años | 1982        | 2005       | 2005  |      |        |
| Prelatura Territorial de Tromsø    | Noruega                           | Berislav Grgić                          | 1960 65 años | 1986        | 2009       | 2008  |      |        |
| Prelatura Territorial de Trondheim | Noruega                           | Erik Varden, O.C.S.O.                   | 1974 50 años | 2011        | 2020       | 2019  |      |        |
| Diócesis de Reikiavik              | Islandia                          | David Bartimej Tencer, O.F.M. Cap.      | 1963 61 años | 1986        | 2015       | 2015  |      |        |

###### Obispos eméritos
| Diócesis              | Países y/o regiones | Obispo                    | Nacimiento   | Ord. presb. | Ord. epis. | Periodo   | Foto | Escudo |
| --------------------- | ------------------- | ------------------------- | ------------ | ----------- | ---------- | --------- | ---- | ------ |
| Diócesis de Helsinki  | Finlandia           | Teemu Sippo, S.C.I.       | 1947 77 años | 1977        | 2009       | 2009-2019 |      |        |
| Diócesis de Oslo      | Noruega             | Gerhard Schwenzer, SS.CC. | 1938 86 años | 1964        | 1975       | 1983      |      |        |
| Diócesis de Reikiavik | Islandia            | Pierre Bürcher            | 1945 79 años | 1971        | 1994       | 2007      |      |        |

## Presidentes de la CES
Lista de presidentes de la Conferencia Episcopal Escandinava: 
- 1970-1973 : Mons. John Edward Taylor, obispo de Estocolmo.
- 1973-1978 : Mons. Paul Verschuren, obispo de Helsinki.
- 1978-1986 : Mons. John Willem Nicolaysen Gran, obispo de Oslo.
- 1986-1998 : Mons. Paul Verschuren, obispo de Helsinki.
- 1999-2005 : Mons. Gerhard Schwenzer, obispo de Oslo
- 2005 - 2015: Mons. Anders Arborelius, obispo de Estocolmo.
- 2015 - 2024: Mons. Czeslaw Kozon, obispo de Dinamarca.
- 2024 - Actualidad: Mons. Erik Varden, obispo de Trondheim, Noruega.